# MTV Grone
Der MTV Grone war ein deutscher Sportverein mit Sitz im Stadtteil Grone, der niedersächsischen Stadt Göttingen.

## Abteilungen

### Volleyball
Ab spätestens der Saison 1976/77 spielte die erste Männer-Mannschaft in der 2. Bundesliga Nord. Hier platzierte sich die Mannschaft meist im Mittelfeld und kam jedoch oft auch dem Abstieg nahe. Nach der Spielzeit 1980/81 stieg die Mannschaft schließlich mit 10:22 Punkten über den achten Platz wieder in die Regionalliga ab. Die Frauen spielten in der Saison 1991/92 in der 2. Bundesliga Nord.

## Fusion
Bereits im Juni 2018 vereinbarte der Verein aufgrund eines großen Mitgliederschwunds in den 2010er Jahren eine Kooperation mit dem TWG 1861 Göttingen. Im März gab es schließlich erste Abstimmungen über eine Fusion mit dem Verein. Final ging der Verein schließlich zum 1. Juli 2020 in den TWG auf.